# Torquemada (Hugo)
Pour les articles homonymes, voir Torquemada (homonymie).
Torquemada, est un drame en cinq actes et en vers de Victor Hugo, avec un prologue, écrit en 1869 et publié en 1882 mais jamais donné du vivant de l'auteur. L'histoire est inspirée de la figure historique du moine dominicain Tomás de Torquemada (1420-1498) dont le nom est associé à l'Inquisition espagnole. Hugo dénonce ici le fanatisme religieux, et la sujétion du pouvoir politique vis-à-vis du religieux, voire son instrumentalisation.
Torquemada fait partie de Théâtre en liberté.

## Personnages
- Torquemada
- Gil, marquis de Fuentel, conseiller du roi Ferdinand
- Ferdinand, roi d'Espagne
- Don Sanche de Salinas (infant de Burgos, mais en réalité petit-fils du Marquis de Fuentel)
- Doña Rose, infante d'Orthez. Les deux infants s'aiment depuis leur enfance.
- Alexandre VI, pape
- François de Paule, ermite
- Gucho, bouffon du roi Ferdinand
- Le Prieur d'un couvent
- L'Évêque de La Seu d'Urgell
- Moines, soldats.

## L'histoire

### Acte I
La pièce commence dans le jardin d'un couvent. Le prieur, seul, déplore la soumission de l'Église au politique. Le roi entre, et s'adressant au marquis de Fuentel, déplore d'être soumis à une reine si pieuse. Il remarque ensuite la présence d'un moine étrange (Torquemada), d'un jeune homme (Sanche) et d'une jeune femme (Rosa). Le roi est conscient qu'
"Ils ont par héritage Elle, Orthez, lui, Burgos",
et que l'évêque d'Orthez veut en les mariant mettre main basse sur Burgos. Le roi veut déjouer ce plan, et trouve par ailleurs que "L'infante est belle".
Le marquis, quant à lui, a reconnu son petit-fils illégitime. Sa vie en est bouleversée :
"Je vivais pour le mal, je vivrai pour le bien. "
Dans la scène 5, Sanche et Rosa jouent dans le jardin et courent après les papillons :
'Dona Rose'
Ah ! tu n'as pas su, bête ! Prendre le papillon !
'Don Sanche'
Mais j'ai pris le baiser."
Dans la scène 6, Torquemada monologue :
"Monde spectre. Il torture et souffre; il a pour voûte

Le dessous monstrueux des cimetières noirs,

Piqué de points de feu comme le ciel des soirs,

Plafond hideux percé de fosses pêle-mêle,

D'où tombe dans l'abîme une pluie éternelle

D'âmes, roulant au fond des braises, au milieu

Du supplice, plus loin que le pardon de Dieu."
et plus loin :
"Car l'aigle, c'est la joie altière de son vol,

Voit tout, et s'éblouit de tout ce qu'il découvre.

Pour que l'enfer se ferme et que le ciel se rouvre,

Que faut-il? Le bûcher. Cautériser l'enfer.

Vaincre l'éternité par l'instant. Un éclair

De souffrance abolit les tortures sans nombre.

La terre incendiée éteindra l'enfer sombre.

L'enfer d'une heure annule un bûcher éternel.

Le péché brûle avec le vil haillon charnel,

Et l'âme sort, splendide et pure, de la flamme,

Car l'eau lave le corps, mais le feu lave l'âme.

Le corps est fange, et l'âme est lumière; et le feu

Qui suit le char céleste et se tord sur l'essieu,

Seul blanchit l'âme, étant de même espèce qu'elle.

Je te sacrifierai le corps, âme immortelle!

Quel père hésiterait? Quelle mère, voyant

Entre le bûcher saint et l'enfer effrayant

Pendre son pauvre enfant, refuserait l'échange

Qui supprime un démon et qui refait un ange?

Oui, c'est là le vrai sens du mot Rédemption.

Éternelle Gomorrhe, éternelle Sion,

Nul ne fera jamais descendre un peu de joie

De celle qui rayonne à celle qui flamboie,

Mais Dieu permet du moins qu'on sauve l'avenir !"
Pendant ce temps entrent sur scène des moines,
suivis du prieur et de l'évêque de la Seu d'Urgel.
Dans la scène 7, l'évêque accuse Torquemada de croire que
"L'enfer dans le bûcher s'éteint et se dissipe;

De sorte que la flamme envoie au ciel les morts,

Et que, pour sauver l'âme, il faut brûler le corps."
Le moine le reconnaît et refuse de se rétracter : il est alors enfermé vivant dans un in pace
Dans la scène 8 réapparaissent les jeunes amoureux qui, entendant des appels, délivrent Torquemada. Le premier acte se termine par un engagement du moine :
"Vous me sauvez. Je jure, enfants, de vous le rendre."

### Acte II
François de Paule vit retiré dans une grotte d'ermite en Italie, il y est rejoint par Torquemada qui se rend à Rome. Tout oppose les deux hommes.
François de Paule :
"L'homme est sur terre

Pour tout aimer. Il est le frère, il est l'ami.

Il doit savoir pourquoi, s'il tue une fourmi."
Ils sont rejoints par un chasseur qui s'avère être le pape Alexandre VI, que tout oppose aux deux autres : c'est un viveur.

### Acte III
"Au palais-cloître de la Llana, à Burgos". Don Sanche, reconnu maintenant comme infant, s'apprête à épouser l'infante Dona Rosa. Le roi, attiré par Rosa, s'y oppose et fait jeter les deux amoureux dans un couvent.

### Acte IV
À Séville. Le marquis de Fuentel s'efforce de sauver les juifs de Séville promis aux bûchers de l'Inquisition, de monter le roi contre Torquemada et de faire sortir les amoureux de leurs couvents respectifs. Le roi lui ordonne de faire sortir Rosa et de la lui amener, secrètement.
Le roi reçoit les Juifs venus le supplier. Ferdinand et la reine Isabelle s'apprêtent à mettre fin à la persécution (persuadés que l'argent présent et futur des Juifs permettra de lutter contre les Maures) quand arrive Torquemada, qui rétablit la supériorité de l'Église sur le politique :
"Ainsi ce misérable,

Le sceptre, ose toucher à la croix !"
et soumet le couple royal :
"Des crânes des rois morts les lieux noirs sont pavés.

Ah ! vous vous croyez forts parce que vous avez

Vos camps pleins de soldats et vos ports pleins de voiles.

Dieu médite, l'oeil fixe, au milieu des étoiles.

Tremblez."

### Acte V
L'action se passe dans un parc réservé au roi, à Séville. Le bouffon du roi, Gucho, a révélé à Torquemada que le roi y a fait venir Rosa. Arrivent le marquis et les amoureux qui doivent passer là le reste de la nuit avant de fuir l'Espagne. Le marquis parti chercher du secours, Torquemada paraît, il est reconnu et propose son aide aux deux jeunes gens. Toutefois, apprenant qu'ils ont utilisé une croix pour soulever la pierre qui fermait l'in pace, il considère qu'ils ont commis un "sacrilège majeur" et décide de les sauver "autrement" : sur le bûcher.

## La symbolique
Hugo a crayonné, dans le personnage de Torquemada, une figure étrange et puissante de fanatisme qui veut imposer sa religion par la terreur ; il lui oppose, dans une scène épisodique, la figure de Saint François de Paule, l'apôtre de la religion par l'amour.

## Mises en scène et adaptations
- 1971 : Torquemada de Victor Hugo, mise en scène Denis Llorca, Festival de la Cité Carcassonne, Festival de Marsillargues, Festival de Collioure, Festival de Sète.
- 1976 : Adaptation télévisée par Jean kerchbron, Antenne 2
- 2018 : Adaptation radiophonique par Michel Sidoroff pour France Culture[2].